# 斯基圖戈萊什蒂鄉
45°12′N 25°00′E / 45.200°N 25.000°E
斯基圖戈萊什蒂鄉（羅馬尼亞語：Comuna Schitu Golești, Argeș），是羅馬尼亞的鄉份，位於該國中南部，由阿爾傑什縣負責管轄，面積26平方公里，2007年人口5,041，人口密度每平方公里195人，九成居民信奉東正教。